# 小行星4889
小行星4889（英語：4889 Praetorius）是一颗围绕太阳公转的小行星。1982年10月19日，佛蒙特·伯根在陶腾堡发现了此天体。
这颗小行星的绝对星等为275.1681454093323等。